# Johan Oldevig
Emil Johan Oldevig, född den 29 september 1843 i Karlstad, död den 2 november 1922 i Karlshamn, var en svensk militär och sjukgymnast. Han var son till landshövdingen i Värmland Hans Fredric Oldevig och farbror till zoologen Hugo Oldevig.
Oldevig blev officer 1868, utexaminerades från Gymnastiska centralinstitutet 1872 och var därefter gymnastiklärare i Uddevalla och Strängnäs 1873–1884. År 1886 erhöll han avsked. Oldevig upprättade 1883 i Dresden ett gymnastikinstitut, vars verksamhet avbröts 1917 efter att ha varit en av världens mest anlitade sjukgymnastiska anstalter. Han begagnade i stor utsträckning i sin sjukgymnastik aktiva rörelser i metodisk stegringföljd samt behandlade med framgång olika slag av ryggradsdeformiteter, förslappningar i underlivsorganen och cirkulationsrubbningar. Kända blev de så kallade "Oldevigska remrörelserna". Oldevig, som var ordförande i Svenska sjukgymnastsällskapet Ling 1905–1913 och verkade i tal och skrift för linggymnastikens spridande.